# Chris Miles
Christopher "Chris" Miles es un personaje ficticio en el drama adolescente británico Skins, interpretado por Joe Dempsie. Christopher en la serie "Skins", fallece, luego de enterarse en estado casi desfallecido que su novia Jal esta esperando un bebé de él.

## Caracterización
El personaje de Chris fue retratado inicialmente como un aficionado a las píldoras y como algo así como un hedonista, pero al mismo tiempo tenía otras capas de su personalidad. De acuerdo con el sitio web oficial de Skins, él "fumará / atornillará / robará / inhalará cualquier cosa". Él está muy interesado en ir a sus clases de psicología ya que siente algo por su maestra, Angie, a quien Chris describe como "fuera de este mundo". Más tarde entra en una relación y se enamora de Jal. Jal queda embarazada a fines de la segunda serie, pero no mantiene al bebé. También se muestra como poseedor de una gran admiración por su difunto hermano mayor y siente que no puede compararse con él. En su perfil en el sitio web de E4, dice que le gusta escuchar música emo de los 70 y el pop de los 80, y que no le gusta la TV en absoluto; lo considera como "[...] una caja con imágenes en ...". Chris murió en la Temporada 2 Episodio 9, de una hemorragia cerebral como su hermano. La pandilla celebra sus resultados A-Level y va al funeral de Chris en el último episodio.

## Historia del personaje

### Temporada 1
En la camioneta Chris está convencido de que ve un camión verde, pero su amigo Paul tiene razón, la pintura es de fibra óptica y es verde, para ir a una "gran noche gay" junto con Anwar Kharral, pero aburriéndose finalmente ve a la fiesta de Abigail Stock, donde él y una chica polaca tienen sexo salvaje. Su coqueta relación con su profesora de psicología galesa, Angie, también se hace evidente. En "Cassie" accidentalmente ve a Angie desnuda en las duchas de los maestros, y luego se disculpa.
El episodio "Chris" es el que desarrolla más su personaje. Se despierta una mañana después de haber tomado viagra, la cual no necesitaba la noche anterior, y baja las escaleras para descubrir que su madre se había escapado y le había dado £ 1000 para vivir. Después de gastar el dinero en una gran fiesta, y avergonzarse con su erección frente a Angie, que llegó a la fiesta, se encuentra sin hogar después de ser expulsado por un ocupante ilegal que vive en su casa despojada, de la que tuvo que vender los contenidos.
Chris está sin hogar y desnudo. Camina a la escuela desnudo y va a Angie en busca de ayuda y consejo. Sus amigos llegan y le dan ropa, que Cassie Ainsworth y Maxxie lograron conseguir . Jal Fazer lo lleva a ver a su padre, que no quiere tener nada que ver con él ni con su madre, que está implícita de ser mentalmente inestable. Chris accidentalmente deja caer a su medio hermano bebé, y corre lo más rápido que puede al cementerio, donde le cuenta a Jal el mejor día de su vida cuando estaba en los exploradores, cuando su hermano mayor Peter lo ayuda cuando Chris fue humillado. Una vez que termina de contarle a Jal su historia, se para y revela que la lápida en la que estaba sentado es, de hecho, la de su hermano mayor. En la conclusión del episodio, una simpática Angie lo deja vivir en un dormitorio.
Eventualmente, en "Maxxie y Anwar", Chris y Angie admiten sus sentimientos el uno por el otro. Después de que el maestro Tom le hable mal a Angie, a quien no podía seducir, Chris trata de animarla y terminan besándose, lo que lleva al sexo. Ellos son atrapados por Maxxie, que está visiblemente sorprendido y apresuradamente cierra la puerta.
La relación de Chris y Angie progresa a lo largo de la serie, hasta el final de esta, donde el regreso del novio de Angie, Merve, destruye por completo su relación, Chris se da cuenta de que puede perder a Angie para siempre. Concluye que Merve es "obviamente homosexual", después de ver una cinta de video de Angie mostrando a Merve como un acamposo meteorólogo en la televisión australiana. Finalmente, Chris toma el anillo de compromiso de Angie, y se enfrenta a Merve y a dos de sus amigos, y les dice que se lo devuelvan. Chris niega que lo tenga, y solo cuando Angie eventualmente irrumpe, y le pide a Chris que lo devuelva, el cumple. Sin embargo, cuando devuelve el anillo, Chris lo suelta, probablemente por accidente, y se arrodilla para recogerlo, haciendo que el tío de Anwar piense que Chris está proponiendo. Angie toma el anillo y sale corriendo, dejando a Chris y Merve uno frente al otro. Después de que ella huya, Chris llega a la conclusión de que ella lo ama, y por lo tanto recibe un golpe de Merve, comenzando una pequeña pelea. En el montaje de cierre, él y Angie se ven mirándose con expresiones tristes a través de una ventana. En el episodio semanal de la semana perdida de Chris, se lo ve grabando un mensaje a Angie.

### Temporada 2
En el primer episodio de la segunda temporada, Chris es visto con Maxxie y Jal tratando de consolar y cuidar a Tony Stonem después de su accidente. Esa noche, van a una fiesta que intentaron evitar que Tony descubriera.
En el próximo episodio, nos enteramos de que Angie ha decidido no volver para enseñar su clase. Deja un mensaje privado a Chris en el código, pero no se despide de él explícitamente. Chris está molesto y confundido por esto, ya que había estado esperando que Angie regresara, en parte para poder verse nuevamente. Después de esto, va a acampar para el cumpleaños de Michelle Richardson, y se siente atraído por su hermanastra, Scarlett, y pasa el fin de semana felicitándola y mirándole los pechos.
En el episodio cinco de la segunda temporada, vemos que Jal y Chris hacen un trato de que Chris dará su vida y dejará de decir 'joder' y Jal dejará de decir no a todo. Después de varios trabajos sin éxito, Chris consigue un trabajo como vendedor y se sienta en una de las casas que se supone que debe vender, donde Cassie se muda temporalmente. Inevitablemente, él y Jal terminan juntos, y la vida de Chris comienza a arreglarse. Se desempeña excepcionalmente en el trabajo, y con el apoyo y el afecto de Jal, él está genuinamente feliz por el cambio. Sin embargo, las cosas llevan al caos cuando Cassie decide celebrar una fiesta de bienvenida de la casa y aparece Angie. Los dos tienen sexo en el baño, sin embargo, Chris se detiene abruptamente cuando piensa en Jal. Chris abre la puerta del baño para irse y encuentra a Jal afuera, y se da cuenta de lo que ha pasado entre él y Angie. Chris intenta devolver a Jal y la invita al apartamento que Angie le dejó antes de irse. Vuelven a estar juntos, sin embargo, él aún no sabe que Jal está embarazada, con su bebé.
En el episodio ocho, Jal regresa de su audición para descubrir que Chris fue llevado al hospital porque sufrió una hemorragia subaracnoidea, como resultado de la condición hereditaria de la muerte de su hermano. Jal le dice a un comatoso Chris que está embarazada y le da su moneda de la suerte para participar en una operación.
En el penúltimo episodio de la serie, Chris muere por una segunda hemorragia subaracnoidea luego de que Cassie lo oyera llorar porque su novia Jal decidió que abortar era la mejor opción ya que ninguno de los dos estaba listo para ser padres. Cassie le dio a Chris una camiseta con "Monkey Man" escrito, Chris está contento con la camiseta y le dice a Cassie que no puede esperar para mostrárselo a alguien. Es entonces cuando se da cuenta de que no puede recordar el nombre de Jal. Chris sale corriendo de la habitación y cae sobre su cama. Cassie corre tras él y luego corre a buscar su teléfono. Cassie llama a una ambulancia y luego corre hacia Chris. Chris ahora está sangrando por su nariz y luego le dice a Cassie que recuerda el nombre de Jal. Después de presenciar a Chris morir en sus brazos, Cassie huye a Nueva York en un estado de gran conmoción.
Después de que el padre de Chris prohíbe a los amigos de Chris asistir a su funeral (porque en su opinión son la razón por la que había cambiado), Tony y Sid Jenkins deciden robar su cuerpo para celebrar su propio funeral. Sin embargo, Jal está angustiada por esta idea y Michelle y ella los persuaden para que devuelvan el ataúd al coche fúnebre. Los amigos de Chris deciden ver el funeral desde lejos, mientras que Jal hace el siguiente discurso comparando a Chris con uno de sus héroes, el Capitán Joe Kittinger, y haciendo referencia al Proyecto Excelsior de Kittinger:
Después de que Jal terminó su discurso (que el padre de Chris escuchó durante los funerales), los amigos encendieron varios fuegos artificiales de color rosa brillante para despedirse a su manera.

### Temporada 3
Cook ahora se está quedando en la antigua habitación del dormitorio de Chris, que se muestra en el grafiti que dice "A Chris le encantan los peces" con una foto de un pez. Además, Cook se pone una camisa a rayas rojas y blancas que antes usaba Chris, aunque más sucias y gastadas.
- Datos: Q2966623